# مالا وربکا
مالا وربکا (به چکی: Malá Vrbka) یک منطقهٔ مسکونی در جمهوری چک است که در ناحیه هودونین واقع شده‌است. مالا وربکا ۴٫۴۴ کیلومتر مربع مساحت و ۲۰۲ نفر جمعیت دارد و ۲۶۶ متر بالاتر از سطح دریا واقع شده‌است.